# Cleora siderata
Cleora siderata är en fjärilsart som beskrevs av Fletcher 1978. Cleora siderata ingår i släktet Cleora och familjen mätare. Inga underarter finns listade i Catalogue of Life.